# Isophya lemnotica
Isophya lemnotica är en insektsart som beskrevs av Werner 1932. Isophya lemnotica ingår i släktet Isophya och familjen vårtbitare. IUCN kategoriserar arten globalt som sårbar. Inga underarter finns listade i Catalogue of Life.